# Tajuria metani
Tajuria metani är en fjärilsart som beskrevs av Ribbe 1926. Tajuria metani ingår i släktet Tajuria och familjen juvelvingar. Inga underarter finns listade i Catalogue of Life.